# High Bridge (New York)
Le High Bridge (à l'origine l'Aqueduct Bridge) est le plus ancien pont de New York, ayant à l'origine ouvert en tant qu'aqueduc de Croton en 1848. Il a rouvert en 2015 comme voie piétonne après avoir été fermé pendant plus de 45 ans. Pont en arc en acier d'une hauteur de 42 mètres au-dessus de la rivière Harlem, il relie les arrondissements new-yorkais du Bronx et de Manhattan .

## Histoire

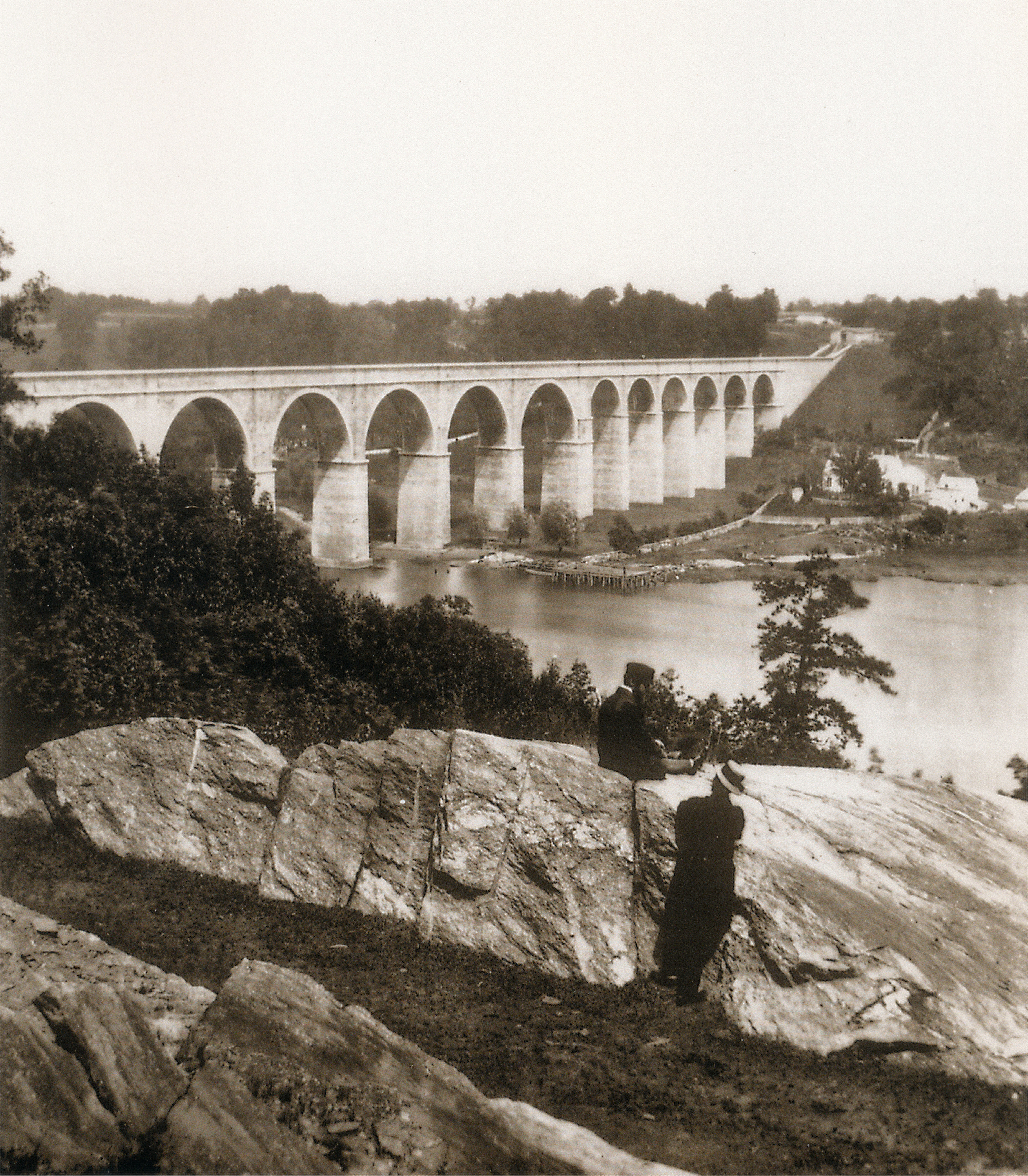
Photo de William England, 1859

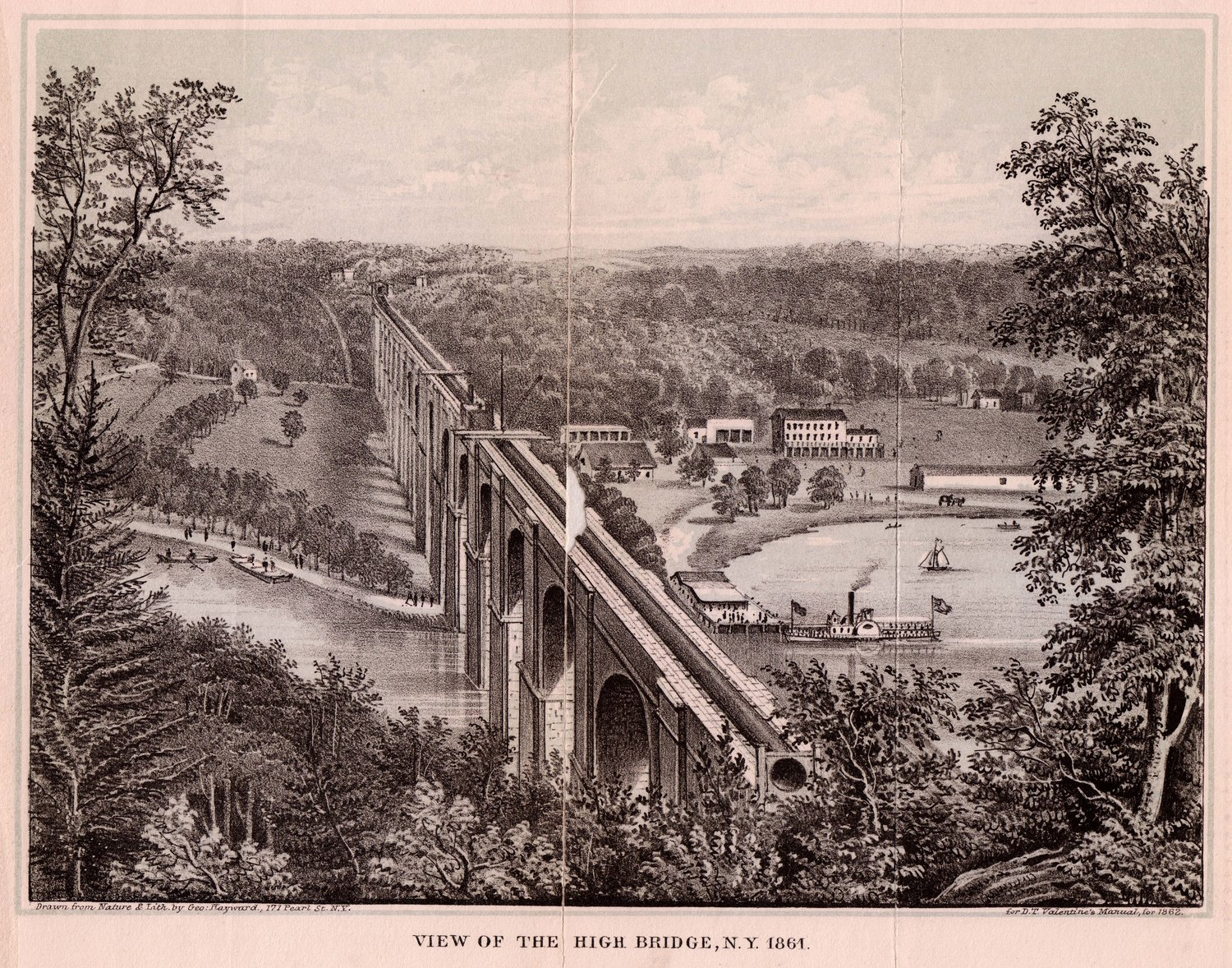
Vue du High Bridge, 1861.

Le High Bridge a été initialement achevé en 1848 avec 16 arches en pierre individuelles. En 1928, les cinq qui enjambaient la rivière Harlem ont été remplacés par une seule arche de 137 mètres en acier. Le pont a été fermé à toute circulation depuis les années 1970 jusqu'à sa restauration, qui a commencé en 2009. Le pont a été rouvert aux piétons et aux vélos le 9 juin 2015. 
Le pont est exploité et entretenu par le Département des parcs et des loisirs de la ville de New York. 

## Restauration

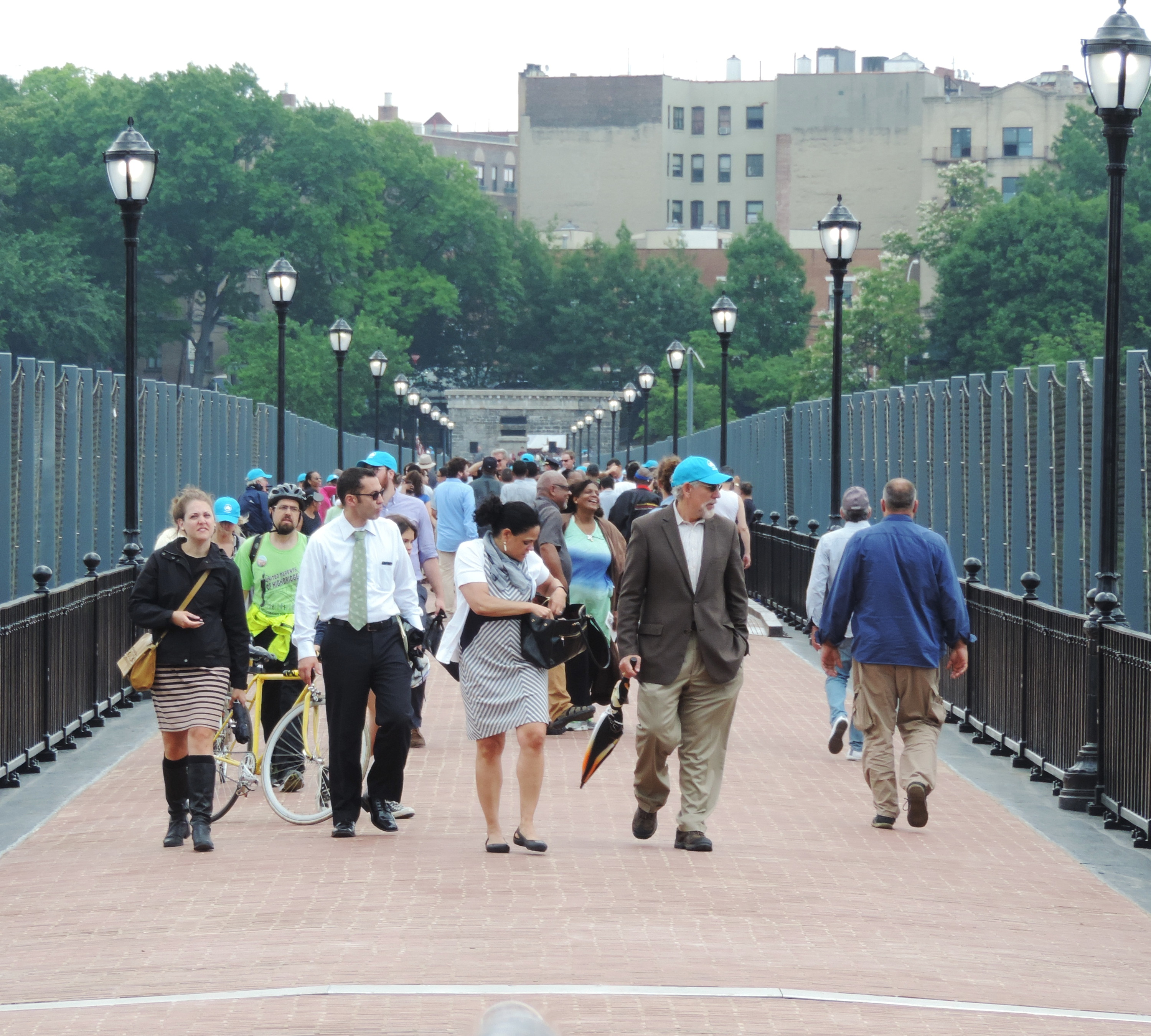
Photographie de marcheurs sur le High Bridge

Le 11 janvier 2013, le bureau du maire a annoncé la réouverture du pont pour la circulation piétonne d'ici 2014  mais en août 2014, l'ouverture a été reportée au printemps 2015 . En mai 2015, le Département des parcs a annoncé une ouverture en juillet  et un festival le 25 juillet . Le ruban a été coupé pour le pont restauré à 11 h 30 le 9 juin 2015, le pont étant ouvert au grand public à midi . 

## Château d'eau de High Bridge
Le château d'eau de High Bridge, dans Highbridge Park entre les 173e et 174e rues ouest, au sommet de la crête du côté de Manhattan de High Bridge, a été construit en 1866-1872 pour aider à répondre aux demandes toujours croissantes du système d'eau de la ville. La tour octogonale de 60 mètres, autorisée par la législature de l'État en 1863, a été conçue par John B. Jervis, l'ingénieur qui a supervisé la construction de l'aqueduc de High Bridge . 
Le High Bridge Water Tower a été désigné monument historique de New York par la Commission de préservation des monuments en 1967. 
La Water Tower, High Bride et la rivière Harlem, qui coule en contrebas, ainsi que les quartiers limitrophes Harlem et Bronx, sont en exergue dans le roman " HARLEM RIVER". Thriller à légère connotation fantastique de 299 pages paru aux éditions Amazon  (ISBN 978-1-702-82578-8)

## Galerie

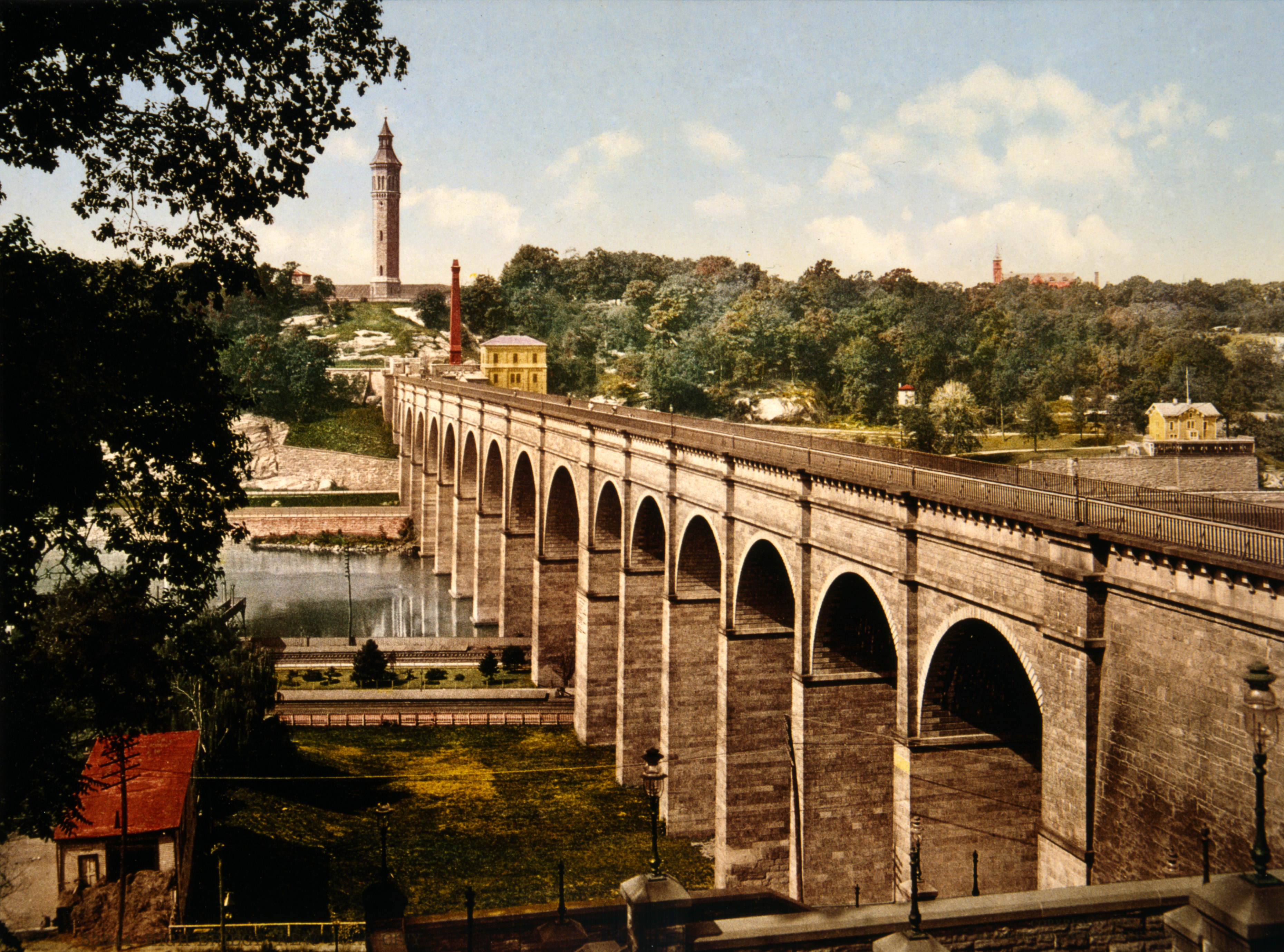
Une impression de 1900, montrant les arches en pierre d'origine
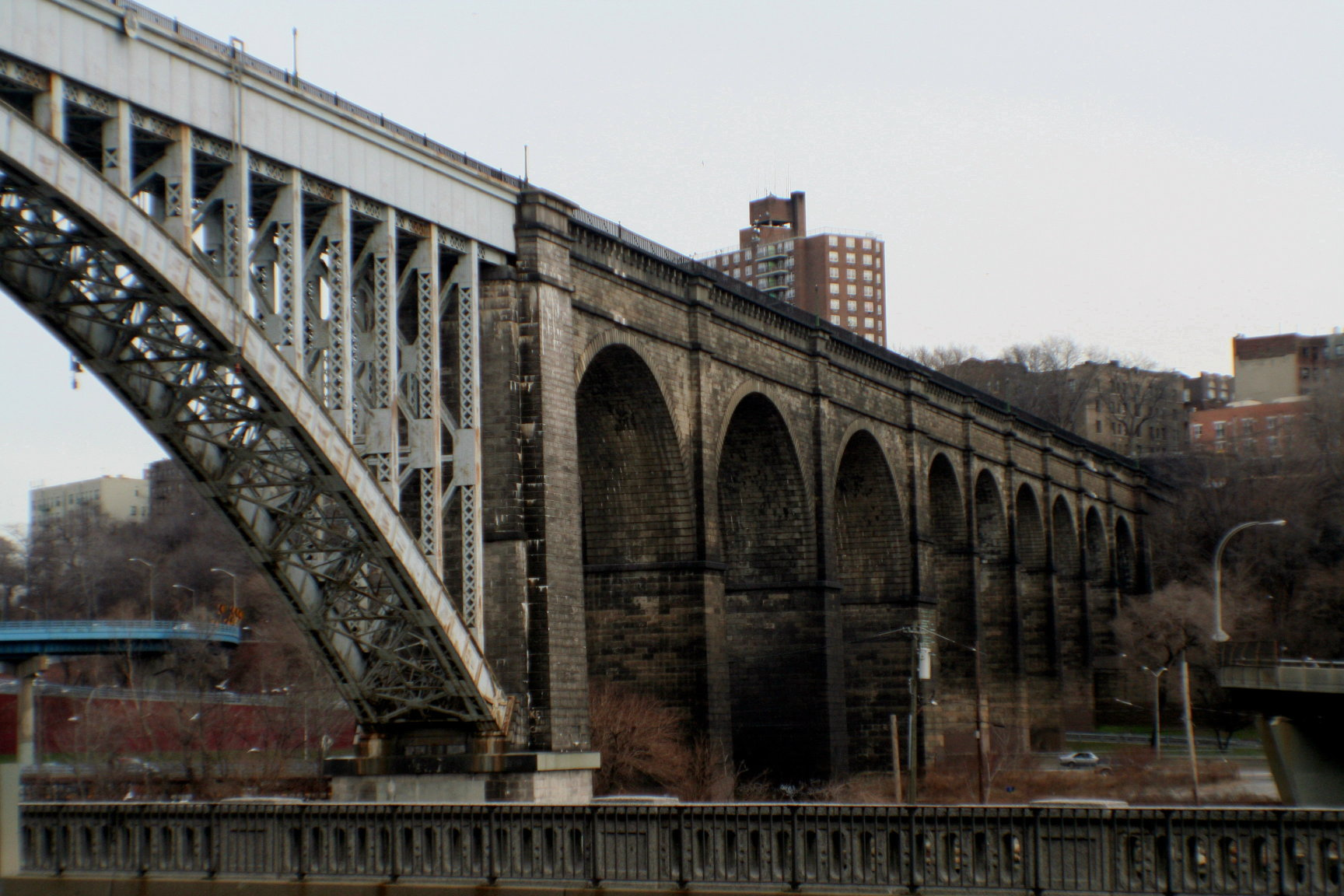
La transition de l'arc en acier au-dessus de la rivière Harlem aux arches en pierre au-dessus de l'autoroute Major Deegan
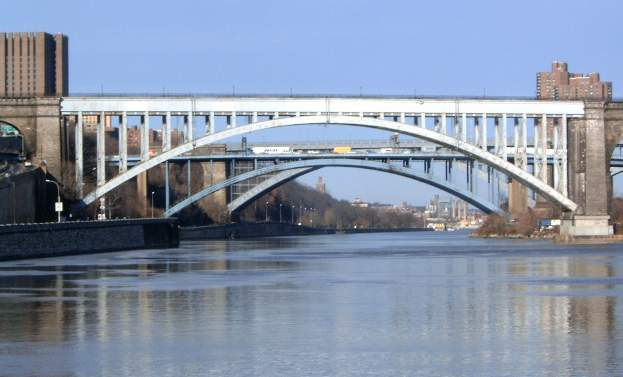
Trois ponts sur la rivière Harlem : High Bridge le plus proche; Alexander Hamilton Bridge ; et Washington Bridge, le plus éloigné. Washington Heights à gauche; le Bronx à droite
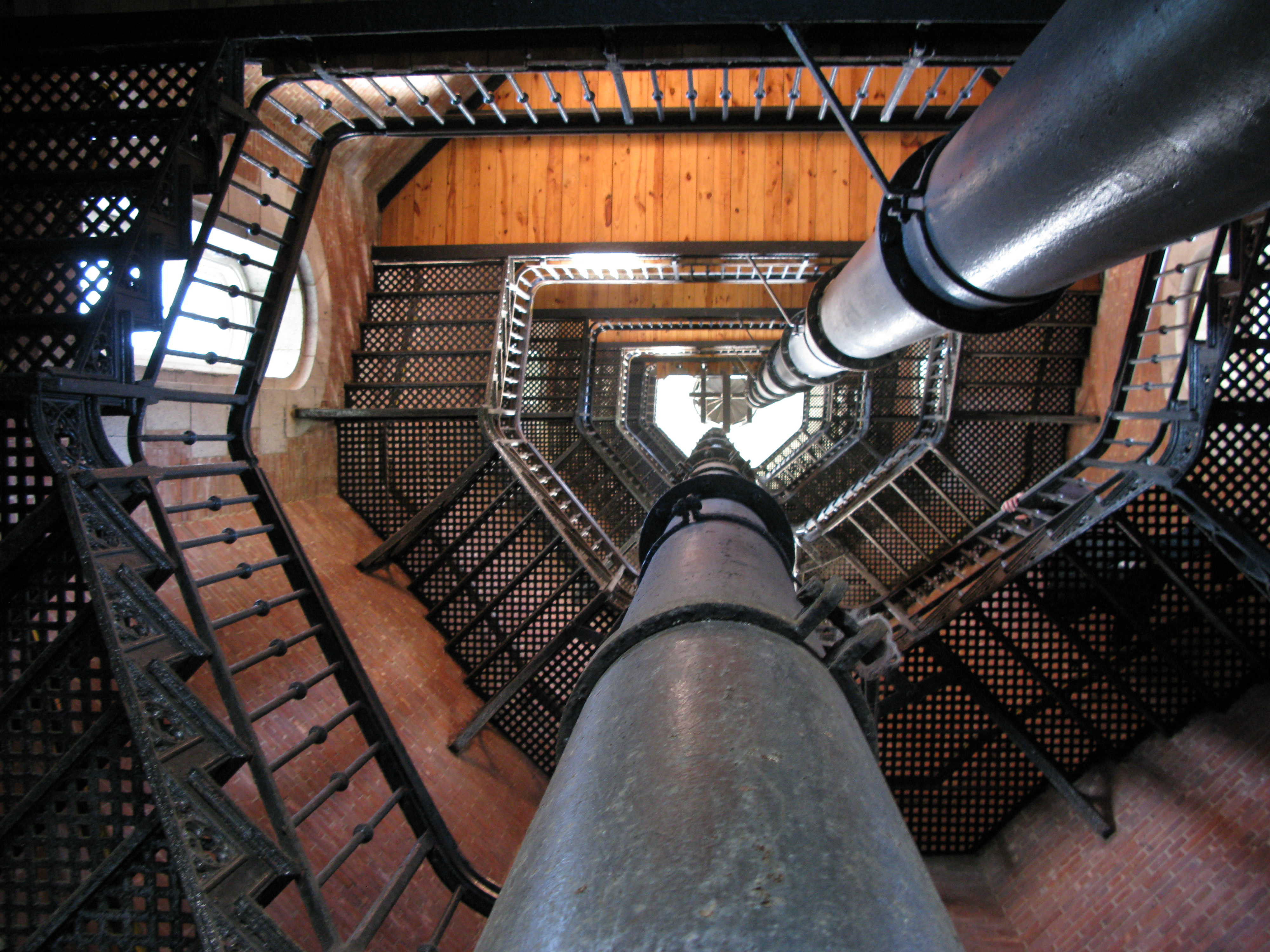
Escalier intérieur du château d'eau de High Bridge
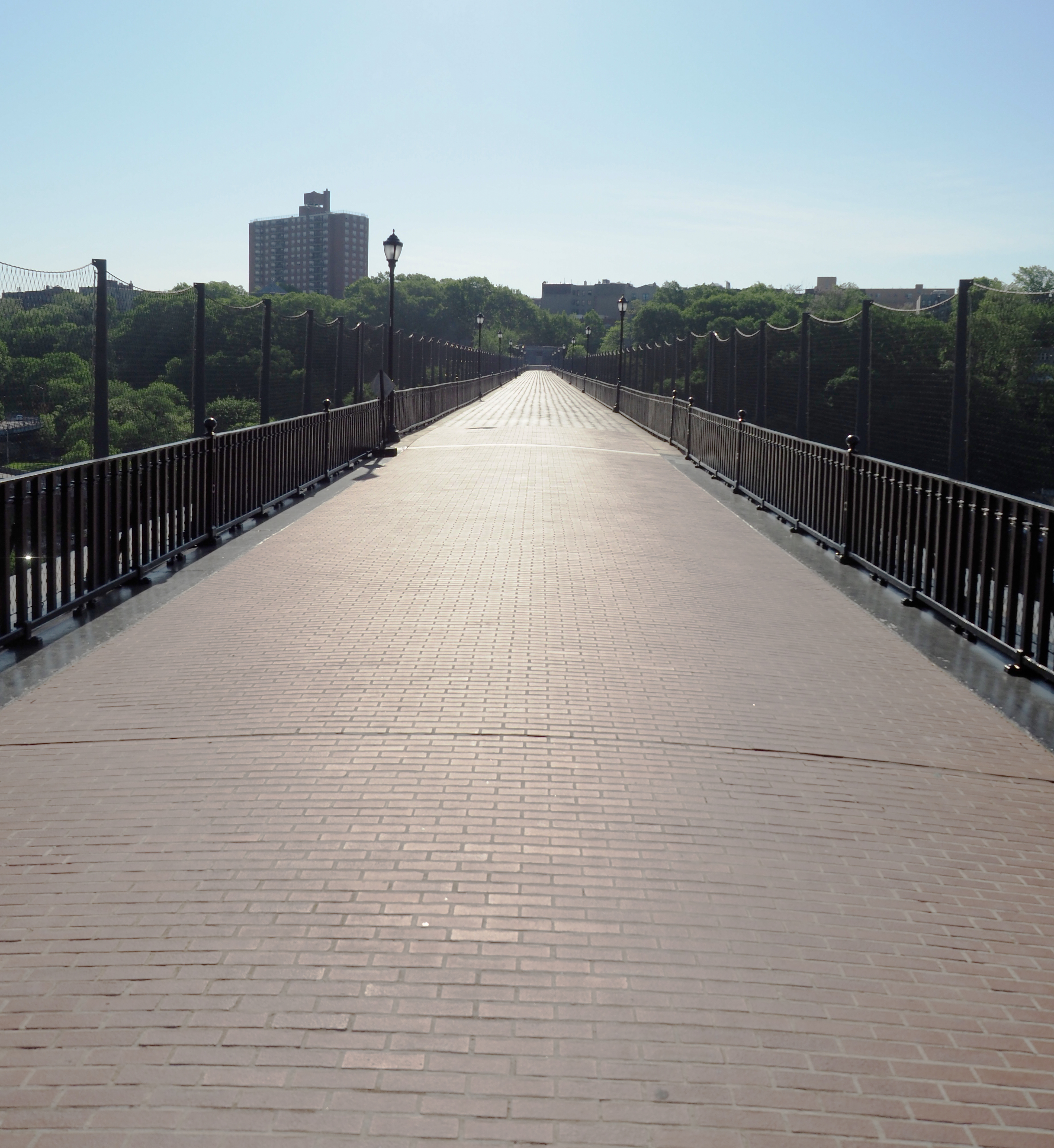
Vue du Bronx depuis le centre approximatif de la travée

Walkway plaques
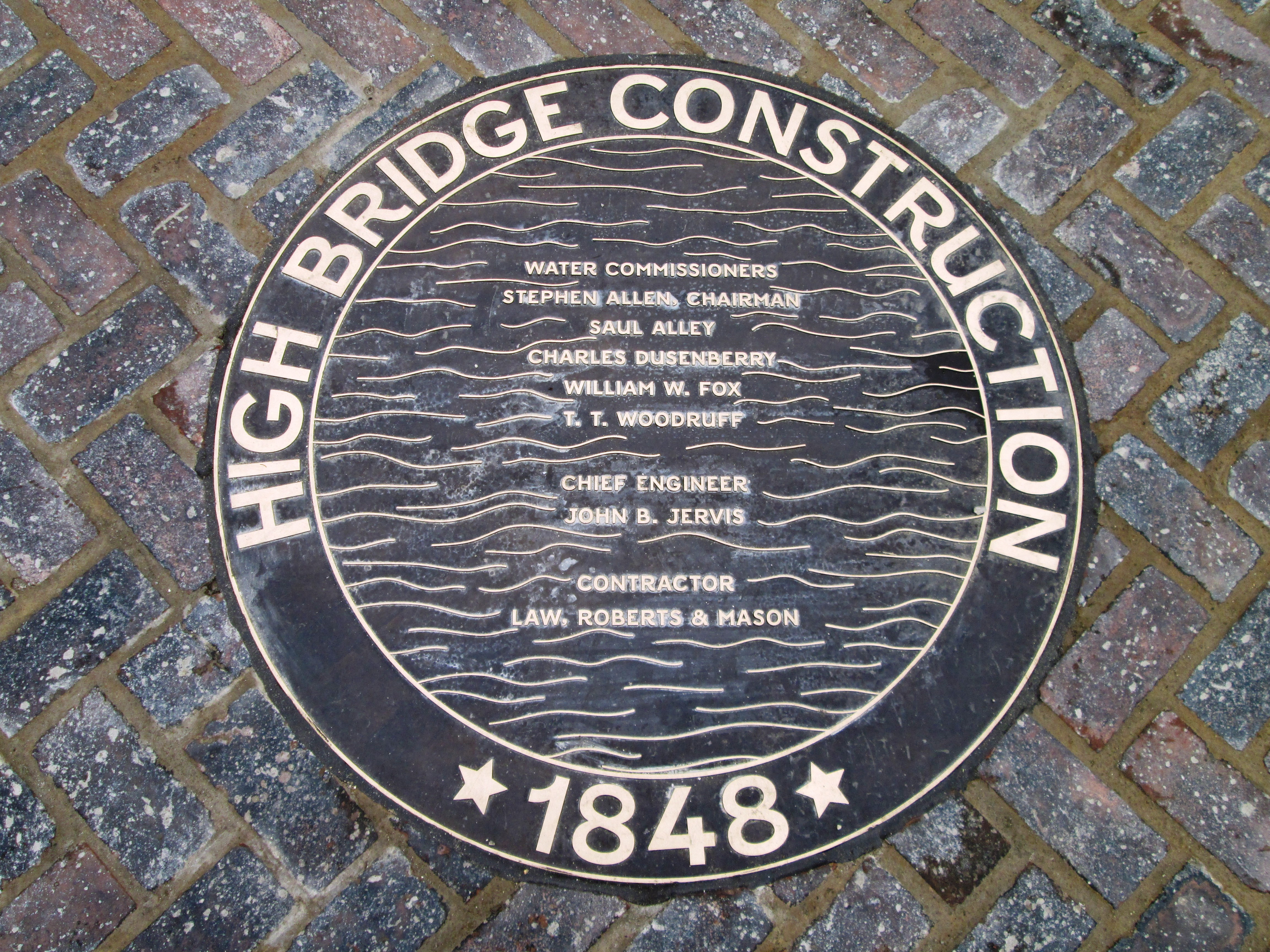
Construction du High Bridge (1848)
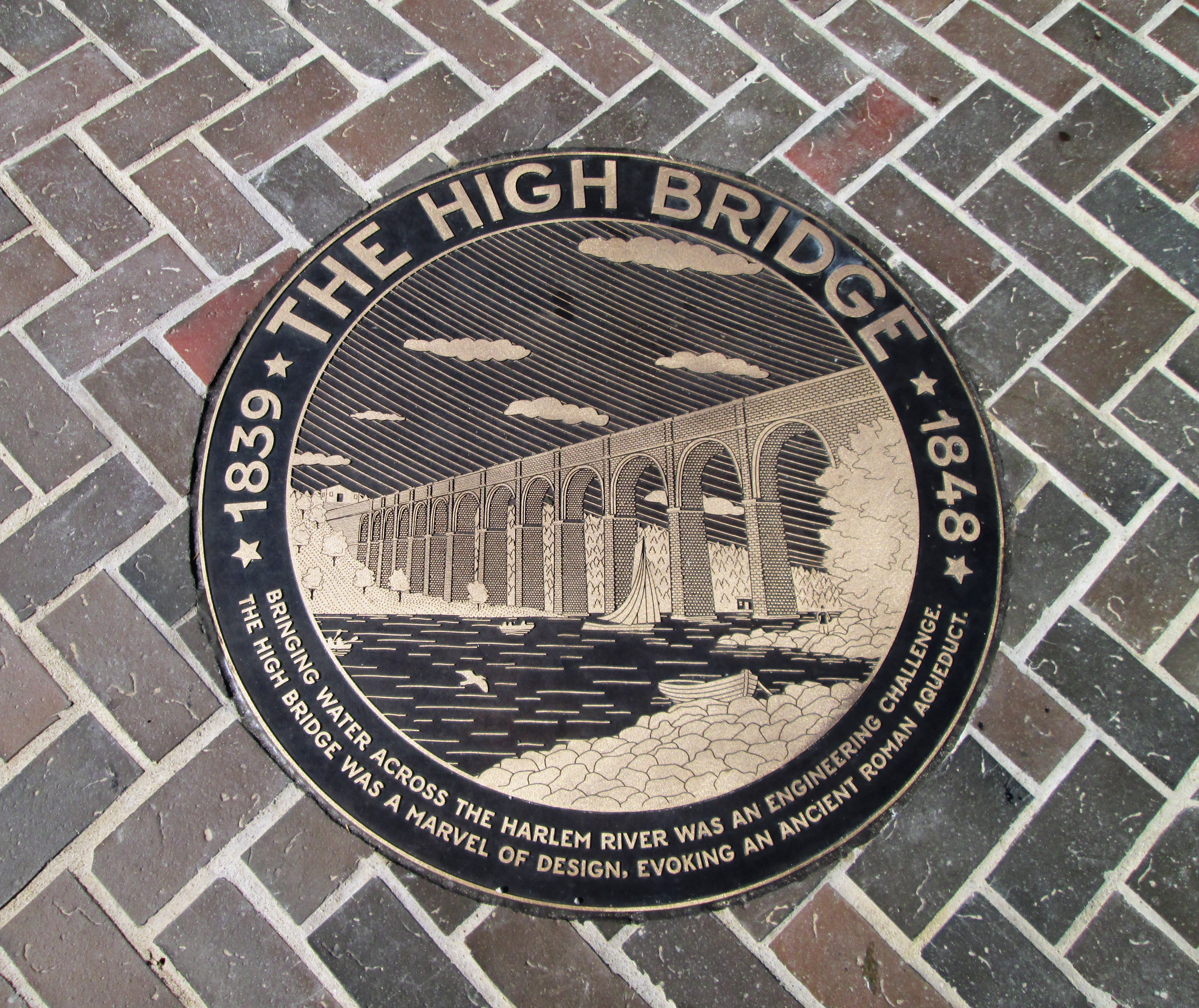
Le High Bridge(1839-1848)
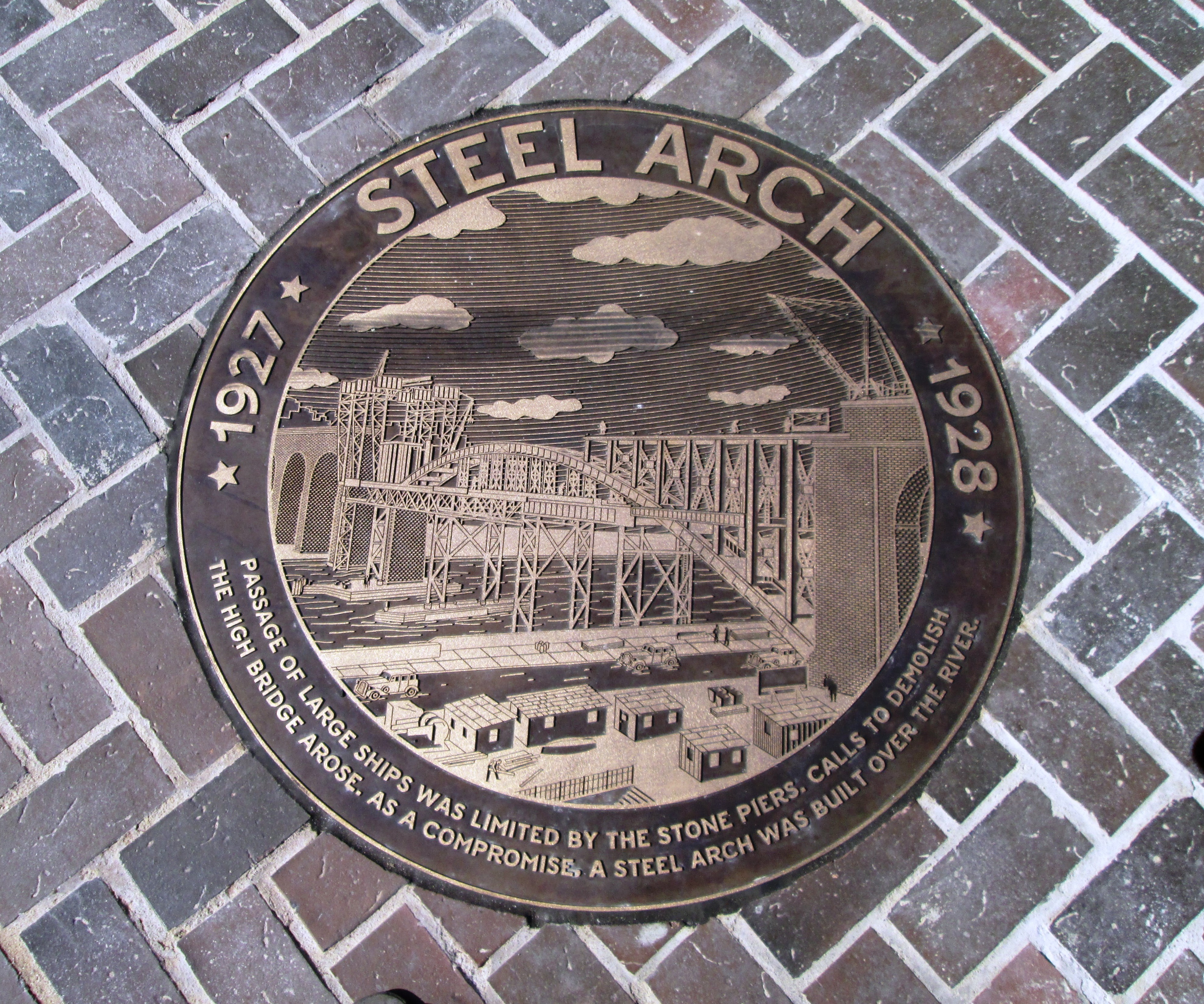
Arc en acier (1927–1928)
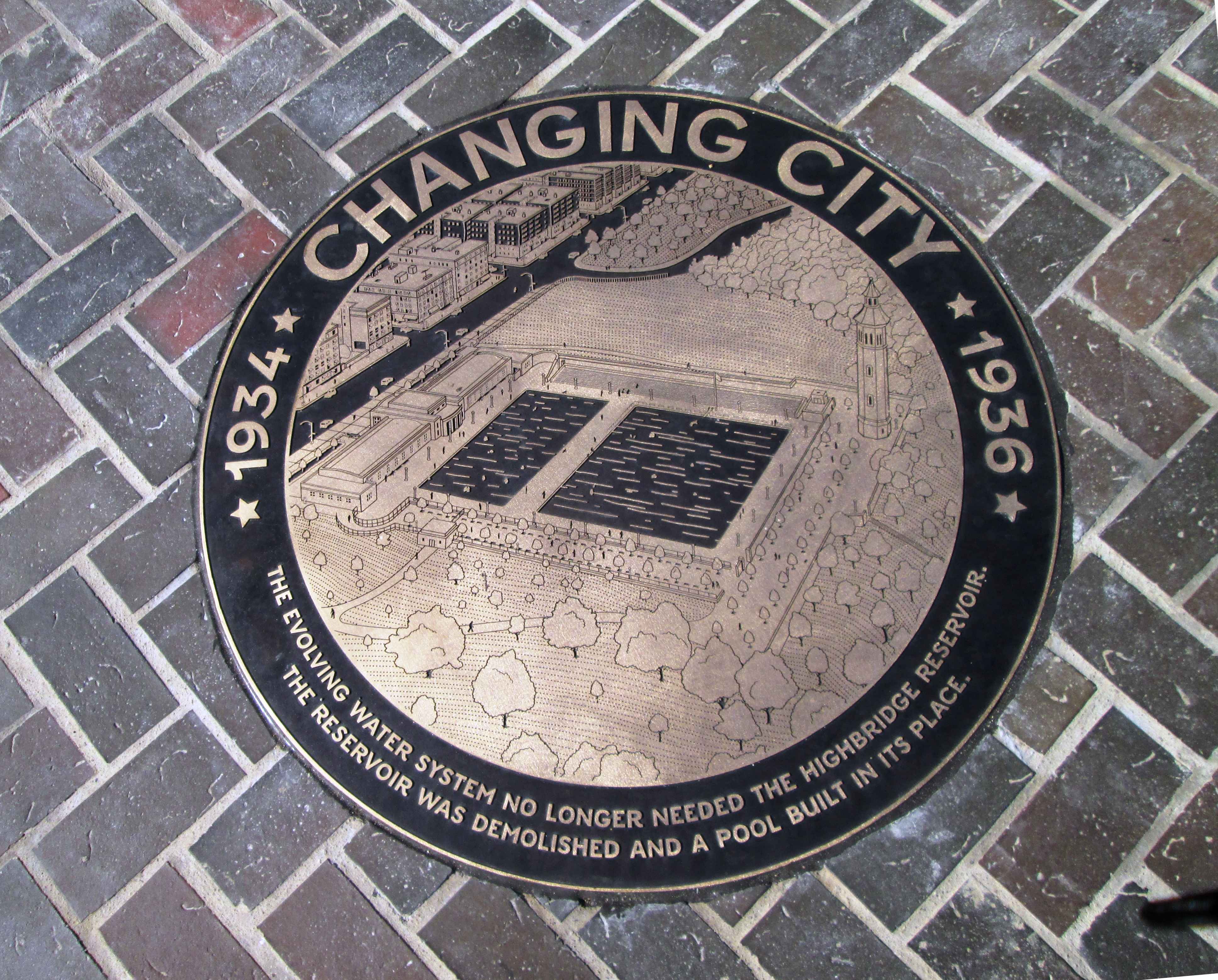
Plaque Changing City (1934–1936)
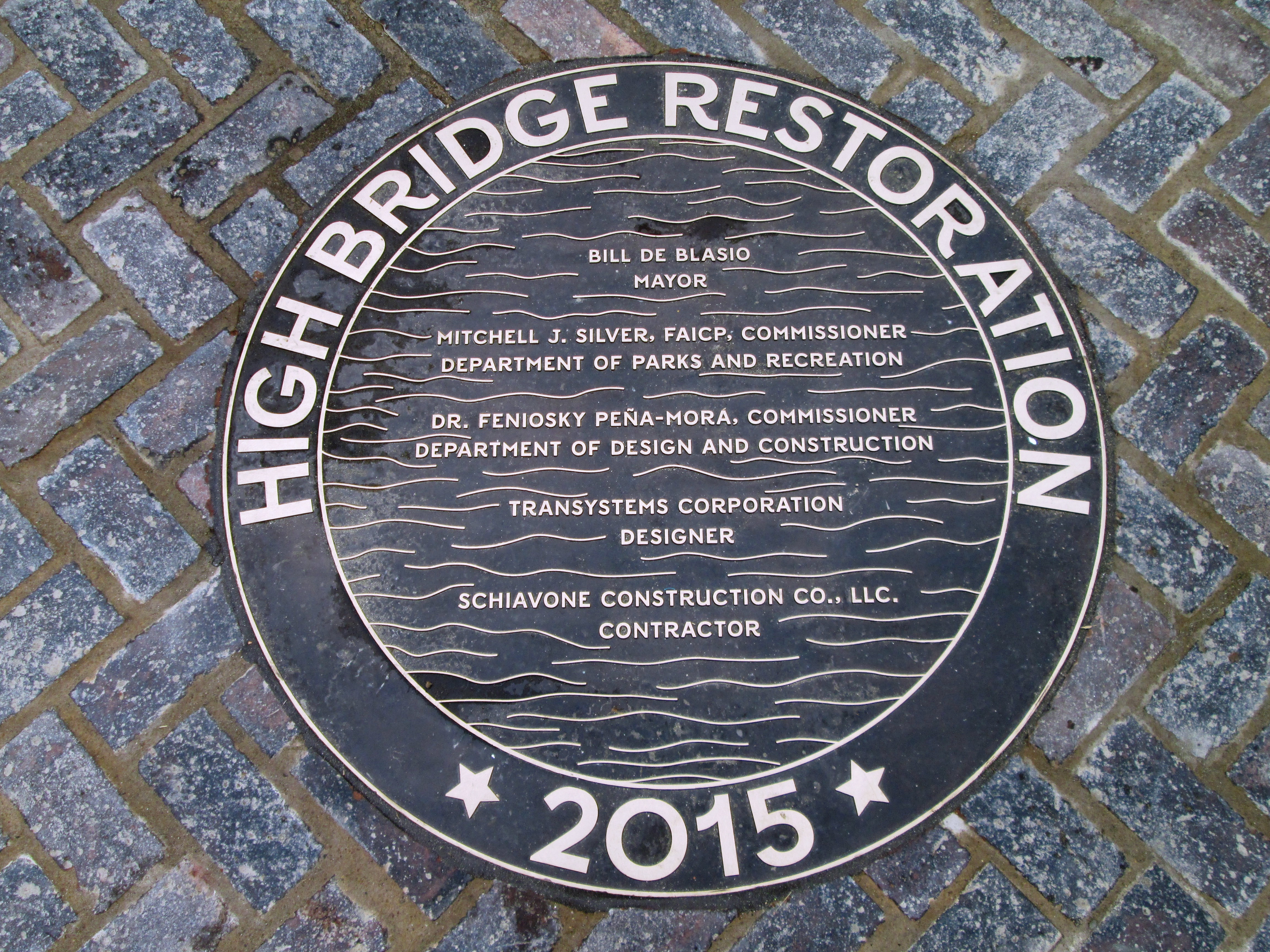
Restauration du High Bridge en 2015